# Camille Mellinet
Pour les articles homonymes, voir Mellinet.
Camille Mellinet, né le 28 janvier 1795 et mort le 8 août 1843 à Nantes, est un imprimeur, un journaliste et un historien français.

## Biographie
Camille Mellinet est le fils du général Anne François Mellinet et de Rosalie Anne Malassis, fille de l'imprimeur nantais Augustin-Jean Malassis ; il est le frère aîné du général Émile Mellinet. 
En 1820, Camille Mellinet prend la tête de la maison d'édition et imprimerie Malassis dirigée par sa mère, qui est la fondatrice du Journal de Nantes et de la Loire-Inférieure, premier journal d'opinion nantais. 
Le 15 mai 1826, il épouse Séraphine Félicité Baudoux, 27 ans, dont le père est négociant et qui a un frère imprimeur-libraire. L'acte de mariage indique que « Anne François Mellinet (est) absent sans nouvelles depuis vingt ans suivant acte de notoriété du vingt avril dernier ». 
Il développe considérablement l'entreprise en introduisant, le premier dans la région, la presse mécanique.
Il est l'éditeur ou le fondateur de plusieurs revues littéraires et scientifiques, dont une des plus importantes est  le Lycée armoricain en 1823. Il crée et dirige le quotidien Le Breton.  
C'est un ami d'Ange Guépin, médecin et homme politique, qu'il a connu à Paris vers 1825 et dont il a encouragé l'arrivée à Nantes, et d'Émile Souvestre, homme de lettres, qu'il emploie dans les années 1828-1830 et dont il publie plusieurs ouvrages à cette époque.
Lui-même journaliste et homme de lettres, il écrit des articles pour ses propres publications, qu'il signe souvent d'un pseudonyme : Francis, ainsi que des textes assez nombreux pour les Annales de la Société académique de Nantes. Il est l'auteur d'un ouvrage historique monumental, Histoire de la Commune et de la milice de Nantes, en 12 volumes parus de 1839 à 1843.
Il a été fait chevalier de la Légion d'honneur.
Il est enterré au cimetière La Bouteillerie à Nantes.
À sa mort en 1843, sa femme reprend le brevet d'imprimeur et libraire ; elle prend la tête de l'imprimerie sous le nom de "Veuve Mellinet" jusqu'à sa mort le 26 février 1883.